# 金敬愛
金 敬愛（キム・ギョンエ、朝: 김경애、1994年1月21日 - ）は、大韓民国の女子カーリング選手。慶尚北道義城郡出身。2018年平昌オリンピック銀メダリスト。江陵市庁所属。愛称は「ステーキ」。チームメイトのキム・ヨンミは実姉。

## 経歴
1994年、義城郡で生まれる。宗教はプロテスタント。義城女子中学校、義城女子高等学校出身。
2006年に地元にカーリング場が出来ると、姉のヨンミと姉の同級生のキム・ウンジョンは趣味としてカーリングを始めた。ギョンエは姉の練習場へ持ち物を届けに行くと、そこで見た練習風景に興味を持ちヨンミらのチームに加入した。その後、一緒にする人を探そうと教室の黒板に「カーリングする人募集」と書いたところ、友人のキム・ソニョンが誘いに乗り加入した。
2017年、平昌オリンピック韓国代表最終選抜戦に勝利し、代表の座を掴んだ。
2018年、平昌オリンピックに韓国代表のサードとして出場。ラウンドロビンを8勝1敗の1位で通過すると、準決勝で日本代表のロコ・ソラーレに勝利。決勝でスウェーデンに敗れたものの、銀メダルを獲得している。
2021年4月の世界選手権では7位に終わる。12月のオリンピック世界最終予選ではイギリス、日本と共にオリンピック出場権を獲得した。
2022年、北京オリンピックでは、予選ラウンドロビンを4勝5敗とし8位に終わった。

## 戦績

### 韓国代表
- オリンピックのカーリング競技
  - 2018年平昌オリンピック -  銀メダル
  - 2022年北京オリンピック - 8位
- 世界女子カーリング選手権
  - 2017年 - 6位
  - 2018年 - 5位
  - 2021年 - 7位
- パシフィックアジアカーリング選手権
  - 2012年 -  銅メダル
  - 2014年 -  銀メダル
  - 2016年 -  金メダル
  - 2017年 -  金メダル

### ワールドカーリングツアー

#### グランドスラム
ワールドカーリングツアーにおける最高峰の大会シリーズであるグランドスラムの成績。
| 略語の説明 | 略語の説明         |
| ---------- | ------------------ |
| C          | 優勝               |
| F          | 準優勝             |
| SF         | ベスト4            |
| QF         | ベスト6・ベスト8   |
| R16        | ベスト16           |
| Q          | 予選敗退           |
| T2         | ティア2（2部）出場 |
| DNP        | 大会不参加         |
| N/A        | 開催せず           |

| 大会 / シーズン      | 2015–16 | 2016–17 | 2017–18 | 2018–19 | 2019–20 | 2020–21 | 2021–22 | 通算成績 |
| -------------------- | ------- | ------- | ------- | ------- | ------- | ------- | ------- | -------- |
| マスターズ           | Q       | QF      | DNP     | DNP     | DNP     | N/A     | SF      | 10-6     |
| ツアーチャレンジ     | SF      | DNP     | T2      | DNP     | DNP     | N/A     | N/A     | 4-2      |
| ナショナル           | Q       | Q       | DNP     | DNP     | DNP     | N/A     | DNP     | 1-7      |
| オープン             | Q       | DNP     | SF      | DNP     | DNP     | N/A     |         | 4-6      |
| チャンピオンズカップ | DNP     | DNP     | DNP     | DNP     | N/A     | DNP     |         | 0-0      |
| プレーヤーズ         | DNP     | DNP     | Q       | DNP     | N/A     | DNP     |         | 1-4      |
| 勝–負                | 7-11    | 4-5     | 5-7     | 0-0     | 0-0     | 0-0     | 4-2     | 20-25    |

#### 旧グランドスラム
| 大会 / シーズン    | 2013–14 | 2014–15 | 2018–19 |
| ------------------ | ------- | ------- | ------- |
| エリート10         | N/A     | N/A     | DNP     |
| オータムゴールド   | DNP     | Q       | N/A     |
| コロニアルスクエア | QF      | DNP     | N/A     |

## チーム
| シーズン  | スキップ | サード | セカンド     | リード | リザーブ         |
| --------- | -------- | ------ | ------------ | ------ | ---------------- |
| 2009-2010 | 金恩貞   | 金敬愛 | 金善英       | 金栄美 | オ・ウンジン     |
| 2010–11   | 金恩貞   | 金敬愛 | オ・ウンジン | 金栄美 | 金善英           |
| 2011–12   | 金恩貞   | 金敬愛 | 金善英       | 金栄美 | キム・ジヒョン   |
| 2012–13   | 金恩貞   | 金敬愛 | 金善英       | 金栄美 | キム・ミンジョン |
| 2013–14   | 金恩貞   | 金敬愛 | 金善英       | 金栄美 | キム・ミンジョン |
| 2014–15   | 金恩貞   | 金敬愛 | 金善英       | 金栄美 | キム・ミンジョン |
| 2015–16   | 金恩貞   | 金敬愛 | 金善英       | 金栄美 | キム・ミンジョン |
| 2016–17   | 金恩貞   | 金敬愛 | 金善英       | 金栄美 | 金超喜           |
| 2017–18   | 金恩貞   | 金敬愛 | 金善英       | 金栄美 | 金超喜           |
| 2018–19   | 金恩貞   | 金敬愛 | 金善英       | 金栄美 | 金超喜           |
| 2019–20   | 金恩貞   | 金敬愛 | 金善英       | 金栄美 | 金超喜           |
| 2020–21   | 金恩貞   | 金敬愛 | 金超喜       | 金善英 | 金栄美           |
| 2021–22   | 金恩貞   | 金敬愛 | 金超喜       | 金善英 | 金栄美           |